# Sal Maldon
La sal Maldon, o sal de Maldon, es una sal empleada como condimento, generalmente en la alta cocina. Procede del estuario del río Blackwater, en el municipio de Maldon, en el condado de Essex (Inglaterra). Fundada en el 1882, pertenece a la familia Osborne desde 1922. Su elaboración es artesanal y laboriosa, empleando métodos y técnicas tradicionales que ya utilizaban los romanos y los sajones en la misma zona. Suele formar unos cristales suaves en forma de escamas (a veces se la denomina sal de escamas por esta razón) ideales para emplear en los asados de carne (al salir de la parrilla y justo antes de servir), en los aperitivos y algunas tapas, con setas asadas, etc. El tamaño de sus granos es mediano. El precio de esta sal es bastante mayor que el de la sal común empleada en la cocina.

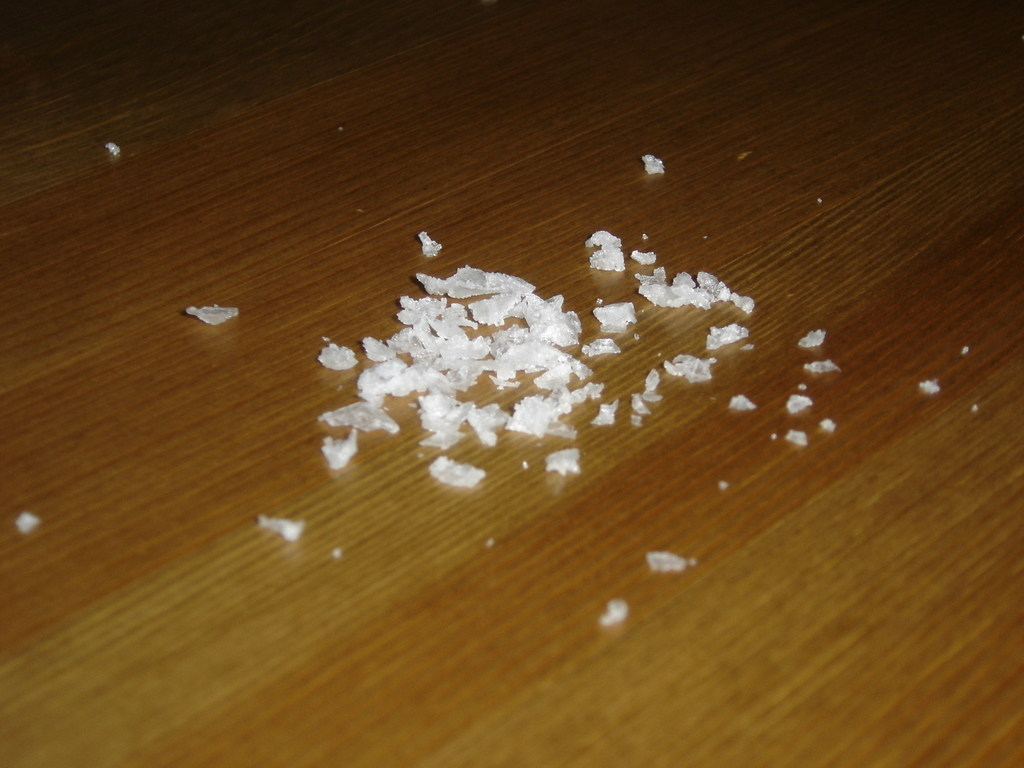
Escamas de sal Maldon.

## Elaboración
Durante las épocas de tiempo seco, la hierba y la tierra de las marismas que bordean el estuario del río Blackwater se cubren de una fina capa de sal marina. Las grandes mareas de primavera inundan las marismas arrastrando hacia el río aguas con un alto contenido salino, lo que convierte el río Blackwater al final de su recorrido en uno de los más salados de Inglaterra. Esa agua, que se bombea desde el centro del cauce del río, es el origen de la sal de Maldon.
Cada dos semanas, coincidiendo con las fases lunares , durante la marea viva se extrae el agua del mar. La salmuera extraída del río se deja decantar primero en grandes contenedores metálicos, donde se procede a  su filtrado. Luego es conducida hasta las llamadas «sartenes de evaporación», unos grandes recipientes cuadrados de poca altura donde se calienta la salmuera hasta el punto de ebullición. La cocción aumenta la salinidad mediante evaporación del agua, formándose poco a poco los cristales de sal en la superficie. Se mantiene el hervor durante 15 o 16 horas, hasta completa evaporación del agua. El secreto de la empresa familiar, recae en el control del tiempo y de la temperatura. El procedimiento es llevado a cabo por artesanos de la sal que la manipulan «a mano». El proceso da lugar a una sal muy pura. Unas escamas de sal de forma piramidal, con una textura crujiente y suave a la vez que se deshace en el paladar, dejando un sabor salado con un toque ligeramente dulce.
Parte de la sal procesada para elaborar sal Maldon es importada en bruto de las salinas de la Sierra del Carche en Jumilla, en la provincia española de Murcia.

## Historia
Se tienen documentos escritos mencionando la recolección de esta sal desde el año 1086, época en la que ya existían en Essex cerca de 45 sartenes de evaporación dedicadas a la elaboración de esta sal tan valorada. Hoy en día, existe una única empresa salinera, The Maldon Crystal Salt Co Ltd. Esta empresa familiar lleva 200 años dedicada a fabricar sal Maldon. La empresa actualmente exporta sal por todo el mundo, donde antes había 3 «sartenes de evaporación» ahora hay 19, sin embargo, su técnica artesana no ha cambiado.

## Consejos de uso
Se aconseja emplear poca cantidad debido a que su pureza es superior a la sal de cocina habitual y es preferible que se vierta en la fase de emplatado antes de servir, debido a que pierde fácilmente su textura. Suele venderse en los supermercados y en tiendas especializadas en paquetes de 125 y 250 g. Para uso profesional hay disponibles envases de 1,5 kg.